# Ilse Bing
Ilse Bing (Francoforte sul Meno, 23 marzo 1899 – New York, 10 marzo 1998) è stata una fotografa tedesca, viene considerata tra i più significativi esponenti dell'avanguardia artistica e fotografica tedesca degli anni Trenta.

## Biografia
Nacque in una ricca famiglia di mercanti ebrei a Francoforte da Louis e da Johanna Elli Katz. All'età di quattordici anni, grazie al regalo di una Kodak si fece il suo primo autoritratto. In realtà il vero interesse per la fotografia esplose mentre preparava dei disegni per la sua tesi di laurea all'Università Goethe di Francoforte sull'architetto Friedrich Gilly.
Bing acquistò una macchina fotografica Voigtlander nel 1928, impararando da autodidatta la fotografia. L'anno dopo acquistò una Leica, la nuova e rivoluzionaria macchina fotografica portatile da 35mm, introdotta in commercio appena tre anni prima e che aveva la possibilità di catturare il movimento. Fu proprio in quel 1929, quando decise di abbandonare gli studi per dedicarsi completamente alla fotografia, che il supplemento di una rivista illustrata le chiese di collaborare, un sodalizio che continuò fino al 1931. Nello stesso periodo l'architetto olandese Mart Stam, docente alla scuola Bauhaus, le chiese di fotografare i suoi progetti abitativi nella città di Francoforte. Le fotografie che Bing mostrò al professore avevano caratteristiche tipiche del linguaggio modernista di arte e design della Nuova oggettività e del Surrealismo, esattamente in linea con le idee costruttiviste dell'architetto: angoli vertiginosi, superfici piatte e forti ombre. Grazie al professore, venne introdotta nei circoli artistici ed intellettuali cittadini d'avanguardia, frequentati tra gli altri da El Lissitzky, Kurt Schwitters, Jean Arp, Hannah Höch. Nel 1930, dopo aver visto a Francoforte ed esserne rimasta molto colpita, una mostra della fotografa svizzera Florence Henri, che viveva a Parigi, decise anche lei di trasferirsi nella capitale francese. Che la mostra di Henri abbia influito nella decisione di Bing di trasferirsi a Parigi è opinione condivisa anche dalla fotografa Gisèle Freund.
Per i primi due anni a Parigi, Bing pubblicò regolarmente i suoi lavori sui giornali tedeschi ma col tempo anche le principali riviste illustrate francesi si accorsero di lei. Da quel momento le sue foto apparvero su Vu, L'Illustration, Le Monde Illustré, Vogue, Arts et Métiers graphiques e dal 1933 su Harper's Bazaar. La fotografa tedesca usava soltanto la sua Leica nel piccolo formato 24x36 mm, sia di giorno che di notte, anche per lunghe esposizioni come successe quando le fu chiesto di fotografare le ballerine del Moulin Rouge. Ne vennero fuori delle immagini mosse mentre ballano il can-can, sgranate ed ovviamente con forti contrasti. Alcune di queste foto furono esposte al 26° Salon Internationale d'Art Photographique nel 1931 che incuriosirono il fotografo e critico Emmanuel Sougez, che le scriverà la presentazione della sua personale nel 1934 e che la definirà la "Regina della Leica", scrivendo che ha "ravvivato il dinamismo fotografico". Le sue fotografie, nel corso degli anni Trenta, furono esposte assieme a quelle di Brassaï, Henri Cartier-Bresson, Florence Henri, Man Ray, André Kertész e lo scrittore e giornalista olandese Hendrik Willem van Loon mostrò le opere di Bing al collezionista americano Julien Levy che la incluse in una mostra a New York sulla nuova fotografia europea nel 1932.
L’adozione esclusiva da parte di Ilsa Bing di un formato fotografico di piccole dimensioni in un periodo nel quale imperavano lastre dal 9x12 cm. e superiori è stato senza dubbio un forte motivo di stupore, in contrasto con la staticità che spesso imponeva il grande formato. La specificità del suo stile, dovuta non solo ai soggetti, ma anche al mosso (movimento) presente in molte immagini e alle sfocature, specie nelle riprese notturne o all'imbrunire, e, si potrebbe dire, all'esaltazione della grana dovuta agli ingrandimenti che, a quell'epoca, creavano una sorta di "dinamismo" della realtà, come lo definì Sougez. Infatti, in camera oscura sperimentò il ritaglio, la realizzazione di esposizioni multiple e l'ingrandimento delle sue fotografie, a volte anche estremo. In questo periodo, poco tempo dopo Man Ray, nel 1934 sperimentò, in maniera del tutto diversa dal maestro americano, la solarizzazione: non sulla carta ma sulla pellicola, specialmente sugli scatti notturni, ottenendo degli effetti molto particolari. Benché fossero diversi nello stile, la loro sperimentazione è stata raccolta in una frase che accomuna Bing con Man Ray e André Kertész: "Era un periodo di esplorazione e scoperta... Volevamo mostrare cosa poteva fare la macchina fotografica che nessun pennello poteva fare e infrangemmo ogni regola. Fotografammo controluce, persino fotografammo la luce, usammo una prospettiva distorta e mostrammo il movimento come una sfocatura. Anche quello che abbiamo fotografato era nuovo: carta strappata, foglie morte, pozzanghere in strada, la gente pensava che fosse spazzatura! Ma andare contro le regole ha aperto le porte a nuove possibilità".
Nel 1936, ospite del mecenate van Loon, visitò New York e ne rimase molto colpita e viaggiò per gli Stati Uniti, in particolare nel Connecticut. Significativo fu l'incontro con l'ormai leggendario fotografo Alfred Stieglitz di cui si intravedono alcuni motivi formali nelle foto da lei scattate nel periodo successivo e in quelle realizzate negli USA. Mentre ancora si trovava in America, nel 1937, le sue foto furono incluse nella mostra al Museum of Modern Art sulla storia della fotografia. Al suo ritorno, anche se probabilmente già si frequentavano poiché abitavano nello stesso condominio fin dal 1933, sposò il musicologo e pianista tedesco Konrad Wolff (1907-1989), mantenendo per la sua attività professionale il cognome da nubile, anche se talvolta si firmò con entrambi i cognomi.
Nel 1940 Parigi fu occupata dai nazisti durante la seconda guerra mondiale, lei e suo marito, entrambi ebrei, furono internati in campi separati nel sud della Francia. Bing trascorse sei settimane nel Campo di internamento di Gurs, nei Pirenei, dove incontrò Hannah Arendt. Raggiunta dal marito a Marsiglia, si nascosero per sette mesi in attesa del visto per gli Stati Uniti di cui si occupò l'amico van Loon. Finalmente riuscirono a partire nel giugno del 1941. Diversa fu invece la sorte dei negativi che rimasero depositati in un magazzino di Marsiglia fino al termine dell'occupazione tedesca. Poi furono inviati a New York ma quando Bing andò a ritirarli, non essendo in grado di pagare i dazi doganali, dovette scegliere quali tenere e quali buttare, perdendo per sempre, in questo modo, un notevole archivio.
Con la guerra in Europa molti fotografi erano volati negli Stati Uniti, tante cose erano cambiate dalla sua precedente visita, adesso lei aveva difficoltà a trovare un lavoro con la stessa continuità come nella Francia degli anni Trenta, specialmente in veste di reporter. Si dedicò perciò ai ritratti di bambini ma davanti alla sua macchina passarono anche personalità come Dwight D. Eisenhower e la moglie Mamie. In ogni caso, espose i suoi lavori per tutta la fine degli anni Quaranta e l'inizio del decennio successivo. Tornò a Parigi due volte dopo la guerra, nel 1947 e nel 1952, fu l'occasione per fotografare la città con un occhio diverso, forse influenzato dalla guerra, come se il suo fosse uno sguardo meno coinvolto, più distante dalle cose, nonostante l'amore per quella città. A partire dal 1950 Bing lavorò con una Rolleiflex medio formato che alternava alla Leica, ma nel 1952 decise di lavorare esclusivamente con Rolleiflex. Dal 1957 sperimentò la fotografia a colori ma durò poco, infatti due anni dopo, abbandonò definitivamente la fotografia, dedicandosi alla poesia, al disegno e al collage, affermando che "Con questo mezzo non potevo più dire nulla di nuovo".
Ilse Bing fu dimenticata e riscoperta negli anni Settanta: da allora si sono susseguite numerose mostre in America, Europa e in Giappone. Lei stessa ha tenuto varie conferenze sulla fotografia tra le due guerre. Disse: "Sono sempre una fotografa, qualsiasi cosa faccia". Le sue fotografie sono conservate in vari musei europei e statunitensi.

## Pubblicazioni
- Words as Visions: Logograms, Ilkon Press, New York, 1974
- Numbers in Images: Illuminations of Numerical Meanings, Ilkon Press, New York, 1976 - ISBN 0-916832-00-7